# スターテイル
「スターテイル」は、寺島拓篤の楽曲。寺島自身が作詞、工藤嶺が作曲を手掛けた。寺島の2枚目のシングルとして2013年7月3日にLantisから発売された。

## 音楽性
本曲は、テレビ東京『アニメDON!』の2013年7月度オープニングテーマに使用された。
バンドサウンド調の曲で、レコーディングは2回分行われた。

## シングルリリース
2013年7月3日にLantisから発売された。寺島のシングルとしては前作「magic words」から7か月ぶりのリリースとなる。初回限定盤（LACM-34104）と通常盤（LACM-14104）の2種リリースで、初回限定盤には本曲のPVを収録したDVDが同梱されている。
2曲目「good night,good bye」は、尊敬している木根尚登が作曲を手掛けているため、自身がそれを知ったときは非常に嬉しかったという。

## シングル収録内容
| 全作詞: 寺島拓篤。 |                                        |           |              |                                                        |      |
| #                  | タイトル                               | 作詞      | 作曲         | 編曲                                                   | 時間 |
| 1.                 | 「スターテイル」                       | 寺島拓篤  | 工藤嶺       | 工藤嶺                                                 | 3:31 |
| 2.                 | 「good night,good bye」                | 寺島拓篤  | 木根尚登     | 酒井陽一                                               | 3:51 |
| 3.                 | 「Special Day」                        | 寺島拓篤  | 岩田アッチュ | 岩田アッチュ、zakbee、長谷泰宏（ストリングスアレンジ） | 5:26 |
| 4.                 | 「スターテイル [Instrumental]」        | 寺島拓篤  |              |                                                        | 3:32 |
| 5.                 | 「good night,good bye [Instrumental]」 | 寺島拓篤  |              |                                                        | 3:53 |
| 6.                 | 「Special Day [Instrumental]」         | 寺島拓篤  |              |                                                        | 5:23 |
| 合計時間:          | 合計時間:                              | 合計時間: | 合計時間:    | 25:39                                                  |      |

| #  | タイトル                     | 作詞 | 作曲・編曲 |
| -- | ---------------------------- | ---- | ---------- |
| 1. | 「スターテイル」(Music Clip) |      |            |

## チャート
| チャート（2013年）                     | 最高位 |
| -------------------------------------- | ------ |
| オリコン                               | 13     |
| Billboard JAPAN Hot 100                | 78     |
| Billboard JAPAN Hot Singles Sales      | 12     |
| Billboard JAPAN Hot Animation          | 7      |
| サウンドスキャンジャパン（初回限定盤） | 16     |